# Somatina prouti
Somatina prouti is een vlinder uit de familie spanners (Geometridae). De wetenschappelijke naam van deze soort is voor het eerst geldig gepubliceerd in 1934 door Janse.
De soort komt voor in tropisch Afrika.